# 鄧文質
鄧文質（1462年—？），字汝中，江西饒州府鄱陽縣人，民籍，明朝政治人物。

## 生平
江西鄉試第三十二名舉人。弘治三年（1490年）中式庚戌科會試第一百六十八名，三甲第一百五十名進士。正德初任扬州府知府，正德六年（1511年）二月升广西按察司副使，十二月被弹劾致仕。

## 家族
曾祖鄧輝；祖父鄧玉；父鄧鉅，母王氏。具庆下。兄文傑、文渊。弟文善、文繡、文顯、文明。